# Hypselotriton glaucus
Hypselotriton glaucus es una especie de anfibios de la familia Salamandridae.

## Distribución geográfica
Es endémica de la provincia de Cantón (China).